# Typhlops hypomethes
Typhlops hypomethes este o specie de șerpi din genul Typhlops, familia Typhlopidae, descrisă de S.Blair Hedges și Thomas 1991. A fost clasificată de IUCN ca specie cu risc scăzut. Conform Catalogue of Life specia Typhlops hypomethes nu are subspecii cunoscute.